# 卡特努瓦
卡特努瓦（法語：Catenoy，法語發音：[katnwa]）是法国瓦兹省的一个市镇，属于克莱蒙区。

## 地理
卡特努瓦（49°22'7"N, 2°30'39"E）面积12.61 平方千米，位于法国上法蘭西大區瓦兹省，该省份为法国北部内陆省份，北起索姆省，西接厄尔省和滨海塞纳省，南至塞纳-马恩省和瓦兹河谷省，东临埃纳省。
与卡特努瓦接壤的市镇（或旧市镇、城区）包括：曼布维尔、巴耶瓦勒、埃皮讷斯、拉布吕耶尔、努万泰勒、大萨西。
卡特努瓦的时区为UTC+01:00、UTC+02:00（夏令时）。

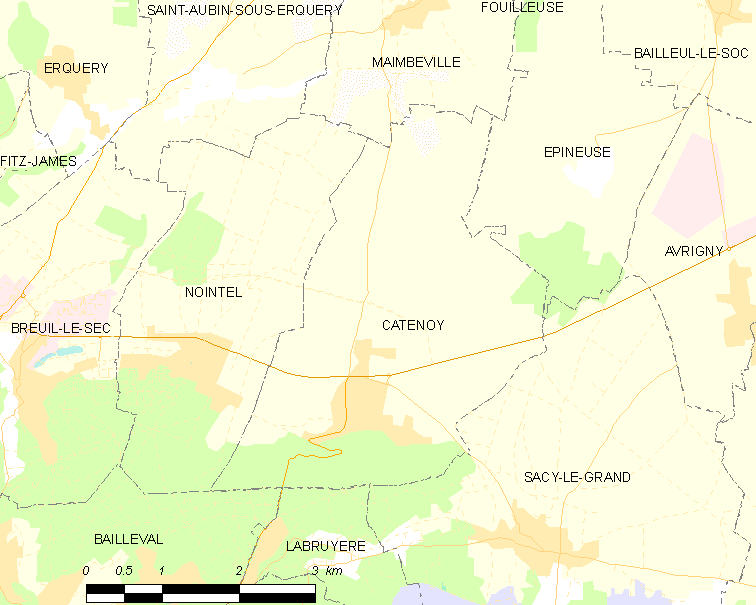
卡特努瓦的OSM定位图

## 行政
卡特努瓦的邮政编码为60840，INSEE市镇编码为60130。

## 政治
卡特努瓦所属的省级选区为克莱蒙县。

## 人口

1962-2008年间卡特努瓦人口变化图示

卡特努瓦于2022年1月1日时的人口数量为1080人。